# Géza Róheim
Dans le nom hongrois Róheim Géza, le nom de famille précède le prénom, mais cet article utilise l’ordre habituel en français Géza Róheim, où le prénom précède le nom.
Géza Róheim, né le 12 septembre 1891 à Budapest et décédé le 7 juin 1953 à New York est un ethnologue et psychanalyste américain d'origine hongroise, ayant mené des recherches ethnographiques principalement en Australie, en Nouvelle-Guinée et au Mexique.
Il laisse une œuvre située dans l'articulation entre le psychisme et la culture, constituant ainsi une partie essentielle de l'anthropologie psychanalytique et les prémices de l'ethnopsychanalyse, même s'il revient à Georges Devereux d'en être le véritable fondateur.

## Biographie et travaux
Géza Róheim étudie la géographie, la linguistique, la philosophie et le droit à l’université de Budapest, puis l'anthropologie et l'histoire des religions à l'université de Leipzig et de Berlin. Il obtient son diplôme de géographie en 1914 et devient membre de la Société ethnographique. En 1917, il est engagé comme assistant bibliothécaire à la bibliothèque Széchenyi du musée national hongrois. Il obtient une charge de cours à l'université durant la République des conseils de Hongrie, mais perd sa situation lors de la mise en place du régime de Miklós Horthy et mène une carrière de psychanalyste libéral avec d'occasionnels enseignements privés.
Il fait une première analyse avec Sándor Ferenczi, puis une analyse didactique avec Vilma Kovács, rejoignant l'Association psychanalytique hongroise. Voici comment Róheim considérait la psychanalyse au sein de son champ de travail : « Ce fut sans résistance que j'acceptais ce principe général : la clef des données anthropologiques doit être cherchée dans les processus inconscients ou primaires, ces données subissent les mêmes élaborations que les rêves, les symptômes, etc. ». Il appartient au cercle des précurseurs de la psychanalyse de l'école hongroise de psychanalyse, qui s'était structurée autour de Ferenczi, Vilma Kovács, Michael et Alice Balint notamment. Róheim était l'ami d'enfance de René Spitz qui en parle dans ces termes : « Roheim était âgé de 5 ans lorsque je fis sa connaissance, je n'avais que peu d'années de plus que lui. C'était je m'en souviens un garçon au regard sérieux, plus préoccupé d'échanger des livres avec moi que de s'adonner aux jeux habituels de son âge. […] Je lui avais remis pour ma part Les Mille et Une Nuits ». Spitz ajoute qu’il aime à penser que ce sont ces contes qui ont orienté l’enfant vers le devenir du futur anthropologue que Roheim sera.
Sa carrière scientifique s'oriente précisément lorsque l'ethnologue Bronislaw Malinowski, sur la base de ses travaux ethnologiques aux îles Trobriand, émet des critiques à l'égard de la psychanalyse. La plus importante met en doute l'universalité du complexe d'Œdipe. Sigmund Freud, attentif à ces critiques, propose à Géza Róheim d'en étudier la pertinence. Ce voyage le conduit en Somalie, en Australie, en Mélanésie et en Amérique de 1928 à 1931. Géza Róheim étudie en détail de nombreuses sociétés traditionnelles, des aborigènes australiens aux Indiens d'Amérique.
Les objections de Malinowski ne sont pas réellement pertinentes car s'il est vrai que dans les sociétés matrilinéaires l'oncle maternel fait manifestement figure de tiers dans la relation mère - enfant, il n'en demeure pas moins que l'enfant vit avec son père géniteur (ou le connaît), notamment dans la période où se développe la problématique œdipienne.
Une partie de son œuvre commence en réalité bien avant la controverse avec Malinowski. En effet, dès son adolescence, Róheim avait effectué des travaux remarqués sur le folklore hongrois. C'est ainsi qu'en 1909, l’année de son baccalauréat, il fit sa première conférence à la Société ethnographique hongroise sur la mythologie de la lune. Sa formation psychanalytique entreprise avec Sándor Ferenczi puis avec Vilma Kovács est rapidement appliquée à des données ethnologiques. Avant même de partir en voyages, au début des années 1920, Róheim fait beaucoup d’ethnologie psychanalytique sur documents dont son travail reconnu favorablement par Freud sur le totémisme australien. Bien que freudien très orthodoxe, sa conception est marquée par au moins deux singularités :
- la théorie de la fœtalisation de Louis Bolk où il puise l'idée que l'enfance prolongée de l'être humain est un élément fondamental de l'émergence conjointe du psychisme et de la culture.
- la notion de trauma spécifique à chaque culture.

Après son premier long voyage, Róheim revient quelque temps en Hongrie mais la montée du nazisme le fait définitivement migrer aux États-Unis. Il y poursuit ses travaux anthropologiques et exerce aussi la psychanalyse à New York. Il décède dans cette ville le jour même où on lui apportait son dernier ouvrage, Les portes du rêves.
« De la fin de l'année 1923 jusqu'au printemps 1931, l'auteur de ces lignes fit du pays somali, de l'Australie centrale, de l'île Normanby et des Indiens Yuma de l'Arizona, son champ de recherche. Pour la première fois dans l'histoire de l'anthropologie, quelqu'un qui avait été lui-même analysé, et qui avait pratiqué la psychanalyse, vint au contact des sociétés primitives » (Lowie, 1944)

## Théorisations sur le rêve
Père de l'anthropologie psychanalytique, Géza Róheim définit le rêve de base comme « la résultante de deux forces antagonistes, l'une régressive et maternelle tendant à retourner dans la matrice, et par conséquent à renoncer au monde terrestre, l'autre phallique tendant à reconstruire le monde en le peuplant de symboles génitaux ». En faisant du rêve le « plus petit dénominateur psychique de l'humanité » Róheim fait de celui-ci un phénomène constant à travers les variations infinies des cultures et des psychismes, permettant de rendre compte des théories de l'âme, des paradis et des enfers et de la structure des contes et des mythes : « Il semble que dans le rêve réside l'une des sources les plus importantes de la culture humaine. Nous pouvons dire que la gigantesque structure imaginaire que nous avons édifiée au cours des siècles prend effectivement naissance dans nos rêves ». Il rejoint ainsi Edward Tylor pour qui les dieux sont issus de l'animisme et l'animisme du rêve, et Ludwig Laistner (en) qui fit dériver la mythologie du cauchemar. Dans son ouvrage Les Portes du rêve, la part de la psychanalyse au sens strict est réduite, et il invite les psychanalystes à se servir de l'anthropologie : « Je n'aurais jamais compris, pour ma part, toutes les implications des discours de mes patients si je n'avais pas été familiarisé avec les “altjiranga mitjina”, les êtres éternels du rêve ».

## Publications
- L'animisme, la magie et le roi divin, Paris, Payot, 2000,  (ISBN 9782228892926).
- Les portes du rêve, Paris, Payot, 2000,  (ISBN 9782228892902).
- L'énigme du sphinx, Paris, Payot, 2000,  (ISBN 9782228892919).
- La panique des dieux, Paris, Payot, coll. « Petite Bbibliothèque Payot », 2000,  (ISBN 9782228892933).
- Psychanalyse et anthropologie, Paris, Gallimard, coll. « Tel »,  1978.
- Psychanalyse et anthropologie. Culture, personnalité, inconscient, Gallimard, 1969, édition numérique Chicoutimi [lire en ligne].